# Plagiolepis grassei
Plagiolepis grassei là một loài côn trùng thuộc họ Formicidae. Đây là loài đặc hữu của Pháp.